# Chlumská hora
Chlumská hora är en bergskedja i Tjeckien. Den ligger i den västra delen av landet, 90 km väster om huvudstaden Prag.